# Suchy Wierch (Pasmo Bukowicy)
Suchy Wierch (727 m n.p.m.) – szczyt w Paśmie Bukowicy w Beskidzie Niskim.
Leży w bocznym ramieniu, odgałęziającym się od głównego grzbietu pasma w rejonie szczytu Wilcze Budy na południowy zachód, które przez tenże Suchy Wierch i Kowalową (674 m n.p.m.) schodzi w widły potoków Meleniwka (na mapach: Maleniówka; od zachodu) i Głębokiego (od wschodu).
Szczyt Suchego Wierchu wznosi się ok. 500 m od osi głównego grzbietu pasma, oddzielony od niego wyraźną przełączką. Cały zalesiony. Wśród bukowo-jodłowego drzewostanu na południowym stoku znajduje się skupisko drzewiastych cisów.
Na szczycie znajduje się nieznany cmentarz żołnierski z czasów I wojny światowej, obecnie zupełnie zarośnięty leszczyną i trudny do zidentyfikowania. Jego miejsce wyznacza dziś jedynie prosty krzyż, otoczony drewnianym płotkiem. Stąd zapewne nazwa wzniesienia, używana obecnie przez mieszkańców okolicznych wsi: Koło Krzyża.